# Copiphora cultricornis
Copiphora cultricornis är en insektsart som beskrevs av Francois Jules Pictet de la Rive 1888. Copiphora cultricornis ingår i släktet Copiphora och familjen vårtbitare. Inga underarter finns listade i Catalogue of Life.